# Joseph-Édouard Jeannotte
Pour les articles homonymes, voir Jeannotte.
Joseph-Édouard Jeannotte, né le 27 novembre 1890 à Sainte-Marthe et mort le 3 février 1957 à Coteau-Landing, était un homme politique québécois.

## Biographie
Né dans la presqu'île de Vaudreuil-Soulanges, Joseph-Édouard Jeannotte était le député unioniste de la circonscription de Vaudreuil-Soulanges à l'Assemblée nationale du Québec de 1948 à 1957.